# Praia dos Ingleses

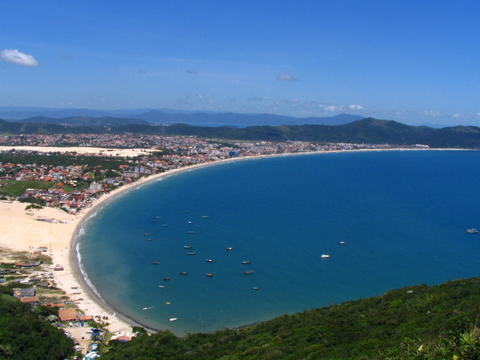
Praia dos Ingleses, vue depuis les reliefs à l'est de la plage. À l'extrême nord, les dunes et la localité urbanisée. Au fond, les montagnes du continent.

Praia dos Ingleses est une plage de la municipalité de Florianópolis, au Brésil. Elle se situe au nord de l'île, face à l'océan Atlantique. 
La plage mesure près de 5 km de longueur, avec des dunes de sable où se pratique le sandboard (« surf des sables »).
Après un passage rocheux, on trouve, au nord, la plage de praia Brava et, au sud, la praia do Santinho, toutes dans le district de Ingleses do Rio Vermelho.